# Chgrp
chgrp – polecenie systemu Unix i pochodnych, umożliwiające zwykłym użytkownikom zmianę przypisania pliku do grupy. W przeciwieństwie do polecenia chown, chgrp pozwala na przypisanie pliku tylko do takiej grupy, do której użytkownik sam należy.

## Składnia wywołania
chgrp wywoływane jest w następujący sposób:
```
 
chgrp
 
[
opcje
 
...
]
 
grupa
 
plik1
 
[
plik2
 
...
]

```

gdzie parametry określają:
- opcje określa opcje używane przy przypisywaniu,
- grupa określa nazwę nowej grupy, do której plik ma być przypisany,
- plik1 [plik2 ...] określają listę plików, których przypisanie ma być zmienione.

Parametr grupa może być podany jako nazwa symboliczna (jak w poniższym przykładzie), lub identyfikator liczbowy.

### Opcje (GNU Coreutils[1])
- -c, --changes
Informuje użytkownika o czynnościach, ale tylko dla tych plików, których grupa rzeczywiście ulega zmianie.
- --dereference
Działa na plikach wskazywanych przez dowiązania symboliczne zamiast na samych dowiązaniach.
- -h, --no-dereference
Działa na dowiązaniach symbolicznych zamiast na plikach, które one wskazują (dostępne tylko w systemach potrafiących zmienić właściciela dowiązania symbolicznego). Jest to zachowanie domyślne. Opiera się na wywołaniu funkcji systemowej lchown. Na systemach nie zapewniających tej funkcji chgrp zawodzi w przypadku próby zmiany grupy dowiązania symbolicznego. Domyślnie nie są emitowane żadne komunikaty diagnostyczne dla dowiązań symbolicznych napotykanych podczas rekurencyjnej pracy w katalogach, zobacz jednak opis opcji --verbose.
- -f, --silent, --quiet
Nie wyświetla komunikatów o błędach dla plików, których grupa nie może zostać zmieniona.
- -v, --verbose
Informuje użytkownika o zmianach właściciela. Jeżeli podczas rekurencyjnego przetwarzania napotkane jest dowiązanie symboliczne, zaś system nie obsługuje funkcji systemowej lchown a działa opcja --no-dereference, to wysyła komunikat diagnostyczny informujący, że nie jest zmieniane ani dowiązanie ani wskazywany przez nie plik.
- -R, --recursive
Rekurencyjnie zmień grupę dla katalogów i ich zawartości.
- --reference=rplik
Używa grupy wskazanego rpliku zamiast wprost podanej grupy.
- --help
Wyświetla informację o stosowaniu programu i dostępnych opcjach, kończy działanie.
- --version
Wyświetla numer wersji programu i kończy działanie.

### Przykład użycia
Jeżeli mamy np. plik o nazwie plik i chcemy aby dostęp do niego miała grupa wikipedysci używamy polecenia:
```
 
chgrp
 
wikipedysci
 
plik

```

Aktualną grupę zobaczymy używając polecenia:
```
 
$
 
ls
 
-l
 
plik

```

```
-rw-r--r-- 1 uzytkownik wikipedysci 21234 sie 15 17:32 plik
```

Polecenie
```
 
$
 
chgrp
 
ala
 
kot.jpg

```

Powoduje przypisanie pliku kot.jpg do grupy „ala” (pod warunkiem, że użytkownik wykonujący to polecenie, jest członkiem grupy ala).